# HD 92397
HD 92397, eller t2 Carinae, är en orange jätte i stjärnbilden Kölen.
Stjärnan är en misstänkt långsam irreguljär variabel (L) som varierar mellan visuell magnitud +4,68 och 4,76 utan någon fastställd periodicitet.. Den befinner sig på ett avstånd av ungefär 2350 ljusår.